# ألبا زالوار
ألبا زالوار (2 يونيو 1942 - 19 ديسمبر 2019) عالمة أنثروبولوجيا برازيلية، مع التركيز على الأنثروبولوجيا الحضرية وأنثروبولوجيا العنف. في عام 1984 حصلت على درجة الدكتوراه في الأنثروبولوجيا الاجتماعية من الجامعة الاتحادية لريو دي جانيرو.

## السيرة الشخصية
ابنة أخيل إميليو زالوار وبيانكولينا بينيرو زالوار، ولدت ألبا في ريو دي جانيرو بالبرازيل، حيث درست لإكمال درجة العلوم الاجتماعية في الكلية الوطنية للفلسفة. خلال هذه الفترة أصبحت جزءًا من مركز الثقافة الشعبية التابع للاتحاد الوطني للطلاب. بعد الانقلاب في البرازيل عام 1964 بدأ فتح تحقيق للشرطة العسكرية فترة من الاضطهاد السياسي لطلاب الكلية الوطنية. اضطرت زالوار في عام 1965 إلى الفرار من بلدها والبقاء في الخارج حتى عام 1971. مكثت معظم هذا الوقت في إنجلترا، حيث درست الأنثروبولوجيا وعلم الاجتماع الحضري. بعد عودتها إلى البرازيل ركزت على أبحاثها حول الثقافة الشعبية، لا سيما السامبا وكرنفال ريو دي جانيرو.
عملت زالوار كأستاذة مدعوة في جامعة ولاية كامبيناس، وأستاذة في الجامعة الفيدرالية في ريو دي جانيرو، حيث نسقت «نواة لأبحاث العنف» الموجودة في معهد الطب الاجتماعي.
توفيت زالوار في 19 ديسمبر 2019، في ريو دي جانيرو.

## مرتبة الشرف
- باحث زائر، مركز دراسات أمريكا اللاتينية جامعة كاليفورنيا.[6]